# Schippers & van der Ville

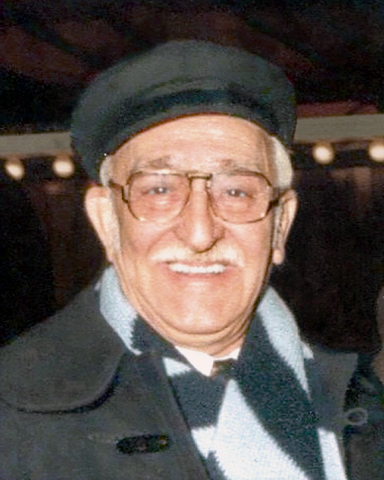
Josef Schippers II, genannt Jupp

Schippers & van der Ville ist der Name einer ehemaligen Schaustellerfirma, die mit ihren Fahrgeschäften in der Zeit zwischen den Weltkriegen die deutschen Jahrmärkte und Volksfeste prägte. Otto Ernst Wilhelm van der Ville und Josef Schippers galten noch in den 1950er Jahren als „Könige unter den deutschen Schaustellern“.
Josef Schippers, einer der Firmengründer, war als „Größter Gardesoldat aller Zeiten“ (2,12 m, mit Helm 2,39 m) eine Jahrmarktsattraktion. Zusammen mit Otto van der Ville betrieb er anfangs eine kleine Schaubühne. Van der Ville begann seine Schausteller-Karriere als Seilläufer und Schwertschlucker. Ab 1923 bauten und reparierten beide ihre Fahrgeschäfte in eigener Fabrik in Altona. Sie entwickelten immer neue Modelle, so wurde 1929 in Altona eine Gebirgsbahn gebaut, die das damals größte transportable Fahrgeschäft der Welt war.
Josef Schippers starb 1948, sein Sohn, Josef Schippers II, übernahm die Position neben Otto van der Ville. Otto van der Ville starb am 23. Dezember 1956. 1967 löste sich die Firma Schippers & van der Ville auf. Joseph Schippers II starb 1984. Die Zeitungs-Ausschnittsammlung der Firma wird im Staatsarchiv Hamburg verwahrt.